# Sančo Ramírez (grof)
Don Sančo Ramírez (šp.: Sancho Ramírez) (prije 1043. – 1105./studeni 1110.) bio je aragonski plemić koji je živio u srednjem vijeku te je bio izvanbračni sin prvog aragonskog kralja Ramira I. i unuk kralja Navare Sanča III. Velikog, a rodila ga je očeva konkubina, Doña Amuña.
Sančo je bio najstarije dijete svog oca te je rođen prije nego što se njegov otac oženio gospom Gisbergom od Bigorre. Sančo je bio polubrat-imenjak kralja Aragonije Sanča te posinak kraljice Ines.
Don Sančo nije mogao naslijediti svog oca kao kralj jer je njegov brat istog imena, unatoč tome što je bio mlađi, rođen u braku kralja i kraljice.
Sančo je imenovan grofom od strane svog oca te je spomenut u povelji iz 1049. Tamo je spomenut kao Sancius Ranimiri regis filius primogenitus (na latinskom). (Viruete Erdozáin je zaključio da je povelja lažna.)
Moguće je da je Don Sančo bio dosta pobožan jer je otišao na hodočašće u Jeruzalem.

## Osobni život
Sančo je oženio neku Beatricu (šp.: Beatriz; lat.: Beatrix). Sančo i Beatrica bili su roditelji Garcíje Sáncheza, lorda Aibara, Atarésa i Javierrelatrea. Don García je oženio Tereziju Cajal, sestru Fortúna Garcésa Cajala. Sin Don Garcíje i njegove supruge bio je Don Petar od Atarésa. (Kuća Borgia je tvrdila da potječe od Garcíje.)
Beatrica i Sančo imali su i sina Petra Sáncheza (Pedro) te dvije kćeri, Talesu Sánchez i Beatricu Sánchez.